# 2S5ギアツィント 152mm自走カノン砲
2S5ギアツィント-S(2S5 Giatsint-S)（ロシア語:2С5 «Гиацинт-С»ドヴァー・エース・ピャーヂ・ギヤツィーント・エース）は、ソビエト連邦で開発された自走砲である。
Гиацинт-С(Giatsint)　とは、ロシア語で「ヒヤシンス」の意。

## 概要
2S5は「オブイェクト123」の名称で開発された共通装軌車両シャーシを使う自走砲として1950年代に2S3等と共に開発が開始されたもので、当初はオープントップ式の戦闘室に122mm榴弾砲を搭載した自走榴弾砲として計画された。
しかし、本車に先がけて完成した2S1と2S3はどちらも部隊配備後に性能面での不足が指摘されたことから、長射程・大口径のカノン砲を装備した長射程自走砲に計画が変更され、2S1と2S3を補完するものとして開発が進められた。
2S3の開発実績から、オブイェクト123車体に150mmクラスの長砲身砲を砲塔式に搭載するには車体が小型過ぎるために困難であるとされたため、搭載砲として開発された52口径152mmカノン砲は車体上に露出式に搭載されることとされ、射撃時の安定性を高めるために駐鋤を装備する、アメリカ合衆国のM107／M110に似た車両となった。しかし、前線部隊の要求には「可能なかぎり自走砲車単体で迅速に砲撃が行えるものであることが望ましい」という点が重要であるとされていたため、砲弾を極力自走砲車に積載し、また一定の発射速度を確保するためと、多数の砲員を必要としなくとも砲撃が行えるよう、車内弾薬庫と自動装填装置を装備するものとして再度設計が行われた。
このため開発作業は当初の予定よりは大幅に遅れたが、1960年代の後半には完了し、1974年から量産に入った。部隊配備は1970年代後半より順次行われたが、長らく公式には公開されず、西側諸国が存在を確認したのは1981年のことである。その後も本車に関する情報は少なく、当初の識別名称である「M1981 SPG」に代わってソビエトにおける正式な形式番号である2S5及びギァツィント-Sの愛称が判明したのはずっと後のことであった。
尚、愛称の“ギァツィント-S”の「-S」とは Samokhodnuy．“自走式”の頭文字であり、搭載される152mm52口径長砲身カノン砲は並行して牽引型が開発され、こちらはやや口径の長い、2A36　54口径152mmカノン砲　ギアツィント-B（「-B」とは Buksiuruemuy．“牽引式”の頭文字）として完成し、量産・配備されている。
ソビエト軍における配備先は軍直轄の重砲兵旅団に限られており、ソビエト本国以外にはほとんど輸出されず、ソビエト連邦の崩壊後も諸外国への輸出・放出は行われていないが、旧東ドイツにのみ少数が輸出され、その車輌をフィンランドが輸入して152 TELAK 91の名称で使用している。

## 構造
車内配置は車体前部右にエンジン、左側に操縦席、中央から後部にかけて戦闘室になっている。操縦手席の後方には車長用展望塔があり、PKT 7.62mm機関銃が装備されている。車体部は車内は弾薬庫および砲員の乗車区画となっており、砲は車体後端に搭載されている。車体後面には駐鋤を装備している。
搭載砲は2A36「ギアツィント-B」カノン砲（54口径152mm）を短縮化した2A37カノン砲（52口径152mm）で、砲の旋回角は左右15度ずつで、操砲は電動式だが緊急時は手動でも行う事が出来る。発射時には車体後部にある鋤鍬を降ろし車体を固定する必要がある。最大射程は他の2S1と2S3の射程不足を補うために開発されたので、28.5km（ZOF-29 通常榴弾の場合）、ロケット噴進ブースター付き榴弾（ZOF-59）の場合は37kmになる。車内には30発の砲弾が搭載されている。電動の半自動装填装置が搭載されており、発射速度は毎分5～6発である。通常の榴弾の他にも対コンクリート砲弾、核砲弾、化学砲弾も発射可能である。

## 採用国
- ベラルーシ
- フィンランド
- ロシア
- ウクライナ
- ウズベキスタン - 2023年時点で、ウズベキスタン陸軍が保有している[2]。
- 北朝鮮